# Comté de Lewis (New York)
Pour les articles homonymes, voir Lewis et Comté de Lewis.
Le comté de Lewis (en anglais : Lewis County) est l'un des 62 comtés de l'État de New York, aux États-Unis. Le siège du comté est Lowville.

## Population
La population du comté s'élevait à 26 582 habitants au recensement de 2020.
| Groupe                           | Comté de Lewis | New York | États-Unis |
| -------------------------------- | -------------- | -------- | ---------- |
| Blancs                           | 97,7           | 66,8     | 72,4       |
| Métis                            | 0,9            | 3,0      | 2,9        |
| Afro-Américains                  | 0,7            | 15,9     | 12,6       |
| Asiatiques                       | 0,3            | 7,3      | 4,8        |
| Autres                           | 0,3            | 7,5      | 6,4        |
| Amérindiens                      | 0,2            | 0,6      | 0,9        |
| Total                            | 100            | 100      | 100        |
|                                  |                |          |            |
| Hispaniques et Latino-Américains | 1,3            | 17,6     | 16,7       |

Selon l'American Community Survey, en 2010 96,99 % de la population âgée de plus de 5 ans déclare parler l'anglais à la maison, 0,84 % déclare parler l'espagnol et 2,17 % une autre langue.